# Noxon
Noxon é uma Região censo-designada localizada no estado americano de Montana, no Condado de Sanders.

## Demografia
Segundo o censo americano de 2000, a sua população era de 230 habitantes.

## Geografia
De acordo com o United States Census Bureau tem uma área de
3,3 km², dos quais 3,3 km² cobertos por terra e 0,0 km² cobertos por água. Noxon localiza-se a aproximadamente 666 m acima do nível do mar.

## Localidades na vizinhança
O diagrama seguinte representa as localidades num raio de 48 km ao redor de Noxon.